# Werauhia vittata
Werauhia vittata là một loài thuộc chi Werauhia. Đây là loài bản địa của Costa Rica và Ecuador.